# Valérie Blandin
Valérie Blandin (née le 26 novembre 1980) est une femme politique française.

## Biographie
D'un point de vue professionnel, agricultrice, elle est administratrice de la coopérative des Maîtres Laitiers du Cotentin depuis 2017. En Septembre 2022 elle prend la succession de Christophe Levavasseur en tant que présidente du groupe.
Elle est maire de Gourbesville de mars 2014 à décembre 2015 puis maire déléguée de la commune nouvelle de Picauville de janvier 2016 à mai 2020. Elle ne se représente pas aux élections municipales de 2020.
Le 1er décembre 2020, elle devient sénatrice de la Manche à la suite de la démission de Jean Bizet,. Elle démissionne immédiatement et est remplacée par Alain Sévêque.
Le 14 juillet 2023, Valérie Blandin a été promue au grade de chevalier dans l’Ordre de la Légion d’honneur.